# Элеонора Елена Португальская
Элеонора Елена Португальская (нем. Eleonore Helena von Portugal, порт. Leonor de Portugal; 18 сентября 1434, Торриш-Ведраш — 3 сентября 1467, Винер-Нойштадт) — дочь португальского короля Дуарте I, императрица Священной Римской империи, супруга императора Священной Римской империи Фридриха III.

## Биография
Принцесса Элеонора Елена родилась в семье португальского короля Дуарте I и его супруги Элеоноры Арагонской. Девочке не исполнилось ещё и 4-х лет, когда её отец скончался от чумы, и на трон Португалии взошёл её 6-летний брат Афонсу V. Несмотря на то, что опекуном при несовершеннолетнем короле в завещании Дуарте значилась его жена Элеонора, придворная знать не подчинилась воле покойного монарха и выдвинула в опекуны брата Дуарте I Педру. В ответ на это вдовствующая королева, взяв с собой дочь Жуану, бежала из королевской резиденции Альмейрим и нашла убежище в укреплённом замке Крато. Другая её дочь Элеонора в это время была тяжело больна и потому осталась в Альмейрим. Регент Педру осадил замок и вынудил Элеонору Арагонскую бежать за пределы Португалии. В то же время он очень заботливо обошёлся с её дочерьми, своими племянницами, назначив им воспитателей из знатнейших родов страны. Так, принцесса Элеонора воспитывалась в семье де Кастро, графов де Атогуя. Когда Афонсу V достиг своего совершеннолетия и пожелал править самостоятельно, его дядя Педру не захотел добровольно расставаться с властью регента. Между отрядами, поддерживавшими Афонсу V и Педру соответственно, произошло сражение, в самом начале которого Педру был смертельно ранен стрелой. После этого Афонсу V занял окончательно португальский престол. Как и его дядя, он был поддержкой для своих сестёр.

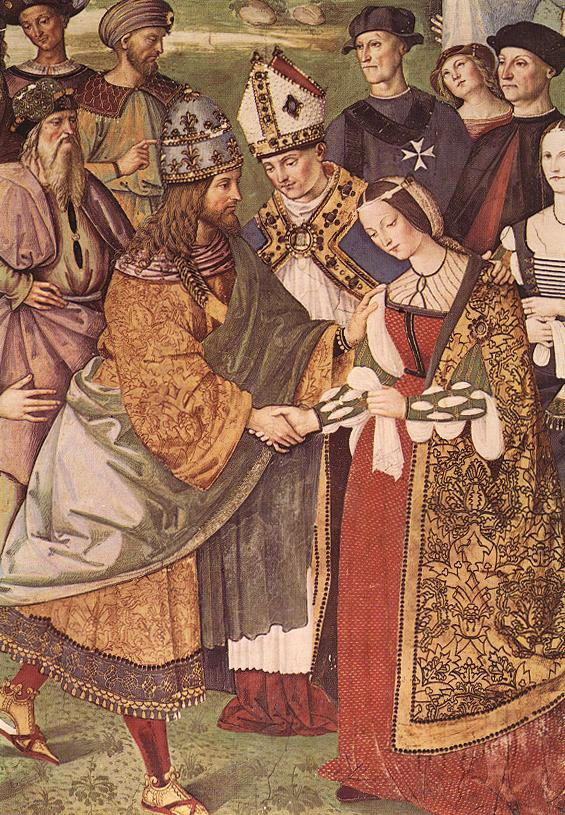
Пинтуриккьо Знакомство Фридриха и Элеоноры Португальской

Сватовство Фридриха, будущего императора Священной Римской империи, к португальской принцессе продолжалось довольно длительное время. Идея такого брака первоначально принадлежала Изабелле Португальской, тётке принцессы Элеоноры (и сестры Педру), которая была замужем за герцогом Бургундии Филиппом III. Также посредником при заключении этого брака выступил дядя принцессы Элеоноры по материнской линии — король Неаполитанский Альфонс Арагонский, один из самых могущественных государей Средиземноморья. Именно в Неаполе проходили все переговоры по устройству этого брака. Сюда Фридрих, придававший большое значение внешности невесты, прислал в 1448 году своих послов и художника, который должен был написать «правдивый» портрет принцессы Элеоноры. Уже из Неаполя послы с художником прибыли в Португалию. Здесь в это время произошла та смена власти, при которой погиб Педру, однако это не сказалось на португальской позиции в отношении брака Элеоноры и Фридриха. Тем не менее, несмотря на то, что сообщения послов и портрет невесты нашли одобрение у императора, окончательного ответа он не давал, пока не появился новый претендент на руку Элеоноры Елены — сын французского короля. Тогда к ускорению заключения свадебного соглашения пришлось подключиться папе римскому Пию II. Окончательно соглашение было составлено в Неаполе. Невеста приносила с собой приданое в размере 60 тысяч гульденов. 50 тысяч из них передавались в распоряжение Фридриха, а 10 тысяч полагались на переезд невесты. Соответственно Фридрих должен был в империи передать жене земельные владения стоимостью в 60 тысяч гульденов.
Путешествие по морю из Арагона в Италию, где должны были встретиться принцесса Элеонора и Фридрих, прошло в исключительно тяжёлых условиях. На свадебную флотилию нападали пираты, её корабли были рассеяны штормом. В результате распространились слухи, что принцесса в пути погибла. Элеонора встретилась со своим женихом в Сиене в ноябре 1451 года, и 16 марта 1452 года состоялось их венчание папой Николаем V в Риме. Через 3 дня после этого король Германии Фридрих IV был коронован как император Фридрих III. Свадебные торжества прошли под эгидой дяди Элеоноры Елены Альфонса V Арагонского в Неаполе (второе имя — Елена — дал Элеоноре Фридрих).
Начавшаяся достаточно счастливо и радостно семейная жизнь вскоре превратилась для Элеоноры в настоящее мучение. Привыкшая к шумным развлечениям, танцам, балам, играм и охоте, она не находила в своих увлечениях никакого отклика у супруга. Совместными были у них только общее отвращение к алкоголю и набожность. Элеонора родила в этом браке шестерых детей, из которых лишь двое выжили. Императрица, постоянно баловавшая и откармливавшая их огромным количеством сладостей и пряных португальских блюд, косвенно повинна в смерти по крайней мере троих из них. Фридрих же, обычно мало вмешивавшийся в семейные дела, взял на себя воспитание оставшихся Максимилиана и Кунигунды, назначив им рацион из простых овощей и фруктов, которые он сам выращивал в саду; пили же дети исключительно воду. Дети воспитывались в спартанских условиях, Элеонора же тосковала по тёплой, солнечной родине. Вдобавок Фридрих, вечно находившийся в долгах, вскоре после прибытия в Вену отправил на родину сопровождавший Элеонору эскорт из 80 рыцарей и 40 придворных дам, позволив остаться только одной камеристке (которая в Винер-Нойштадте скончалась через год). В то же время Элеонора Елена обладала стойким характером и железной волей. Когда во время народного восстания император с семьёй был захвачен в плен жителями Вены и им пришлось питаться собачатиной, кошками и даже крысами — Элеонора была той, кто поддерживал силу духа как у детей, так и у своего безвольного супруга.
Скончалась Элеонора Елена Португальская в возрасте 32 лет от дизентерии.

## Дети
- Кристоф (1455—1456)
- Максимилиан I (1459—1519), император Священной Римской империи.
- Елена (1460—1461)
- Кунигунда (1465—1520), супруга баварского герцога Альбрехта IV
- Иоганн (1466—1467)